# لری باربیر
لری باربیر (به انگلیسی: Larry Barbiere) (زادهٔ ۶ مارس ۱۹۵۱) شناگر اهل ایالات متحده آمریکا است.